# Campionato americano maschile di pallacanestro 2003
L'11º Campionato Americano Maschile di Pallacanestro FIBA (noto anche come FIBA Americas Championship 2003) si è svolto dal 20 agosto al 31 agosto 2003 a San Juan, a Porto Rico.
I Campionati americani maschili di pallacanestro sono una manifestazione biennale tra le squadre nazionali organizzato dalla FIBA Americas.

## Squadre partecipanti
| Gruppo A                                              | Gruppo B                                                                        |
| ----------------------------------------------------- | ------------------------------------------------------------------------------- |
| - Argentina - Canada - Messico - Porto Rico - Uruguay | - Brasile - Rep. Dominicana - Stati Uniti - Venezuela - Isole Vergini Americane |

## Turno preliminare

### Gruppo A
| Squadra    | Pt | G | V | P | PF  | PS  | Diff |
| ---------- | -- | - | - | - | --- | --- | ---- |
| Argentina  | 7  | 4 | 3 | 1 | 359 | 321 | +38  |
| Canada     | 7  | 4 | 3 | 1 | 377 | 329 | +48  |
| Porto Rico | 6  | 4 | 2 | 2 | 342 | 322 | +20  |
| Messico    | 6  | 4 | 2 | 2 | 313 | 357 | -44  |
| Uruguay    | 4  | 4 | 0 | 4 | 290 | 352 | -62  |

20 agosto 2003
| Argentina | 89–91 | Messico    |
| Uruguay   | 78–91 | Porto Rico |

21 agosto 2003
| Uruguay    | 60–91 | Argentina |
| Porto Rico | 79–89 | Canada    |

22 agosto 2003
| Messico   | 80–68 | Uruguay |
| Argentina | 94–90 | Canada  |

23 agosto 2003
| Canada  | 90–84 | Uruguay    |
| Messico | 70–92 | Porto Rico |

24 agosto 2003
| Canada     | 108–72 | Messico   |
| Porto Rico | 80–85  | Argentina |

### Gruppo B
| Squadra                 | Pt | G | V | P | PF  | PS  | Diff |
| ----------------------- | -- | - | - | - | --- | --- | ---- |
| Stati Uniti             | 8  | 4 | 4 | 0 | 432 | 273 | +169 |
| Brasile                 | 7  | 4 | 3 | 1 | 376 | 342 | +34  |
| Rep. Dominicana         | 6  | 4 | 2 | 2 | 292 | 356 | -64  |
| Venezuela               | 5  | 4 | 1 | 3 | 321 | 356 | -35  |
| Isole Vergini Americane | 4  | 4 | 0 | 4 | 278 | 369 | -91  |

20 agosto 2003
| Venezuela   | 76–78  | Rep. Dominicana |
| Stati Uniti | 110–76 | Brasile         |

21 agosto 2003
| Brasile     | 100–74 | Isole Vergini Americane |
| Stati Uniti | 111–73 | Rep. Dominicana         |

22 agosto 2003
| Isole Vergini Americane | 65–69 | Rep. Dominicana |
| Venezuela               | 69–98 | Stati Uniti     |

23 agosto 2003
| Isole Vergini Americane | 55–113 | Stati Uniti |
| Venezuela               | 89–96  | Brasile     |

24 agosto 2003
| Venezuela       | 87–84  | Isole Vergini Americane |
| Rep. Dominicana | 72–104 | Brasile                 |

## Quarti di finale
Le prime quattro classificate dei Gruppi A e B avanzano al gruppo unico da otto squadre dei quarti di finale. Ogni squadra affronterà le quattro squadre provenienti dall'altro gruppo. I risultati della fase a gironi sono mantenuti.
Le prime quattro classificate del gruppo unico accedono alle semifinali.
| Squadra         | Pt | G | V | P | PF  | PS  | Diff |
| --------------- | -- | - | - | - | --- | --- | ---- |
| Stati Uniti     | 16 | 8 | 8 | 0 | 824 | 564 | +260 |
| Argentina       | 13 | 8 | 5 | 3 | 715 | 658 | +57  |
| Canada          | 13 | 8 | 5 | 3 | 713 | 705 | +8   |
| Porto Rico      | 13 | 8 | 5 | 3 | 657 | 603 | +54  |
| Venezuela       | 12 | 8 | 4 | 4 | 668 | 713 | -45  |
| Messico         | 12 | 8 | 4 | 4 | 679 | 734 | -55  |
| Brasile         | 11 | 8 | 3 | 5 | 709 | 696 | +13  |
| Rep. Dominicana | 10 | 8 | 2 | 6 | 591 | 730 | -139 |

25 agosto 2003
| Messico    | 100–91 | Rep. Dominicana |
| Argentina  | 76–74  | Brasile         |
| Porto Rico | 84–59  | Venezuela       |
| Canada     | 71–111 | Stati Uniti     |

26 agosto 2003
| Venezuela       | 98–95  | Messico    |
| Stati Uniti     | 94–86  | Argentina  |
| Rep. Dominicana | 61–94  | Porto Rico |
| Brasile         | 97–101 | Canada     |

27 agosto 2003
| Canada     | 78–75 | Rep. Dominicana |
| Argentina  | 92–97 | Venezuela       |
| Porto Rico | 72–70 | Brasile         |
| Messico    | 69–96 | Stati Uniti     |

28 agosto 2003
| Venezuela       | 93–86 (TS) | Canada     |
| Brasile         | 92–102     | Messico    |
| Rep. Dominicana | 72–102     | Argentina  |
| Stati Uniti     | 91–65      | Porto Rico |

## Semifinali e Finali
|  | Semifinali  | Semifinali  | Semifinali  |             |           | Finale             | Finale             | Finale             |  |
|  |             |             |             |             |           |                    |                    |                    |  |
|  | Argentina   | Argentina   | 88          |             |           |                    |                    |                    |  |
|  | Argentina   | Argentina   | 88          |             |           |                    |                    |                    |  |
|  | Canada      | Canada      | 72          |             |           |                    |                    |                    |  |
|  | Canada      | Canada      | 72          |             | Argentina | Argentina          | 73                 |                    |  |
|  |             |             |             |             | Argentina | Argentina          | 73                 |                    |  |
|  |             |             | Stati Uniti | Stati Uniti | 106       |                    |                    |                    |  |
|  | Stati Uniti | Stati Uniti | Stati Uniti | Stati Uniti | 106       | 87                 |                    |                    |  |
|  | Stati Uniti | Stati Uniti |             |             |           | 87                 |                    |                    |  |
|  | Porto Rico  | Porto Rico  | 71          |             |           | Finale Terzo Posto | Finale Terzo Posto | Finale Terzo Posto |  |
|  | Porto Rico  | Porto Rico  | 71          |             |           |                    |                    |                    |  |
|  |             |             |             |             |           |                    |                    |                    |  |
|  |             |             |             |             |           | Canada             | Canada             | 66                 |  |
|  |             |             |             |             |           | Canada             | Canada             | 66                 |  |
|  |             |             |             |             |           | Porto Rico         | Porto Rico         | 79                 |  |

## Classifica finale
| Campione d'America | Campione d'America      | Campione d'America |
| --- | ----------------------- | --- |
| Stati Uniti4 Iverson, 5 Kidd, 6 McGrady, 7 O'Neal, 8 Carter, 9 Collison, 10 Bibby, 11 Martin, 12 Allen, 13 Duncan, 14 Brand, 15 Jefferson, All. Larry Brown |                         | |
| Argento | Argentina               | Argentina4 Sánchez, 5 Ginóbili, 6 Montecchia, 7 Oberto, 8 Victoriano, 9 Fernández, 10 Gutiérrez, 11 Scola, 12 Kammerichs, 13 Nocioni, 14 Palladino, 15 Wolkowyski, All. Rubén Magnano     |
| Bronzo | Porto Rico              | Porto Rico4 Ortiz, 5 Casiano, 6 Hatton, 7 Arroyo, 8 Apodaca, 9 Dalmau, 10 Ayuso, 11 Látimer, 12 Hourruitiner, 13 Fajardo, 14 Rivera, 15 Santiago, All. Julio Toro                         |
| 4. | Canada                  | Canada4 Thomas, 5 Brown, 6 Karangwa, 7 Nash, 8 Swords, 9 Barrett, 10 Francis, 11 Kwiatkowski, 12 Young, 13 Guarasci, 14 King, 15 Newton, All. Jay Triano                                  |
| 5. | Venezuela               | Venezuela4 Díaz, 5 Julio, 6 Mijares, 7 R. Guevara, 8 Aguilera, 9 Torres, 10 D. Guevara, 11 Marriaga, 12 Bayona, 13 Osorio, 14 Blanco, 15 Morris, All. Néstor Salazar                      |
| 6. | Messico                 | Messico4 Castellanos, 5 Pedroza, 6 Meza, 7 Llamas, 8 Parada, 9 Benítez, 10 Mariscal, 11 Quintero, 12 López, 13 Zúñiga, 14 Nájera, 15 Ávila, All. Guillermo Vecchio                        |
| 7. | Brasile                 | Brasile4 Marcelinho, 5 Renato, 6 Murilo, 7 Valtinho, 8 Leandrinho, 9 Demétrius, 10 Alex, 11 Anderson, 12 Guilherme, 13 Nenê, 14 Luís Fernando, 15 Tiago, All. Lula Ferreira               |
| 8. | Rep. Dominicana         | Rep. Dominicana4 Ramírez, 5 Paniagua, 6 Lalane, 7 Morbán, 8 Paulino, 9 Western, 10 Pichardo, 11 Payano, 12 Vargas, 13 Filión, 14 Ortega, 15 Peterson, All. Héctor Báez                    |
| 9. | Uruguay                 | Uruguay4 Morales, 5 Taboada, 6 Aguiar, 7 Muro, 8 Mazzarino, 9 Owens, 10 Izuibejeres, 11 Páez, 12 Szczygielski, 13 Silveira, 14 Bouzout, 15 Batista, All. Néstor García                    |
| 10. | Isole Vergini Americane | Isole Vergini Americane4 Maynard, 5 Sheppard, 6 Oliver, 7 Victor, 8 Richards, 9 White, 10 Caesar, 11 Gregory, 12 Trimmingham, 13 Heywood, 14 Peterkin, 15 Charles, All. Tevester Anderson |

## Riconoscimenti giocatori

### MVP del torneo
- Steve Nash -  Canada